# Sun Yingjie
Sun Yingjie, född den 19 januari 1979 i Liaoning, är en kinesisk friidrottare som tävlar i långdistanslöpning och i maraton. 
Yingjie började sin karriär med att springa maraton och sprang 1998 första gången under 2:30. Vid Asiatiska spelen 2002 vann hon guld på både 5 000 meter och på 10 000 meter. 
Vid VM 2003 var hon en av favoriterna till gulden på de längre distanserna. Hon deltog i 10 000 meters loppet som blev ett av de snabbaste genom historien. Hon var länge i ledningen i loppet men fick på sista varvet släppa etiopiskorna Werknesh Kidane och Berhane Adere förbi sig. Hennes tid i finalen 30.07,20 är både personligt rekord och den sjunde snabbaste någonsin på distansen. Emellerid inte nationsrekord för Kina eftersom det är Wang Junxia osannolika världsrekord. Vid samma mästerskap blev hon även nia på 5 000 meter, på tiden 14.57,01.
Under 2004 blev hon världsmästare i halvmaraton. Däremot blev Olympiska sommarspelen 2004 i Aten en besvikelse. Hon slutade sexa på 10 000 meter och åtta på 5 000 meter. 
Hon deltog även vid VM 2005 där hon var i final på både 5 000 meter och 10 000 meter. Hon slutade där sjua på 10 000 meter och elva på 5 000 meter. Samma år vann hon Peking maraton men två dagar senare fastnade hon i ett dopingtest och stängdes av i två år .